# Chronologie de la Guadeloupe
Pour un article plus général, voir Histoire de la Guadeloupe.
Cet article rend une chronologie de la Guadeloupe.

## Période précolombienne
Voir aussi : Amérindiens des Antilles
- 3000 av. J.-C. : Quelques vestiges archéologiques trouvés sur les iles voisines (Saint-Martin, Antigua) témoignent d'une présence humaine dans les Petites Antilles à partir de 3300 av. J.-C. Le plus ancien site actuellement connu en Guadeloupe est le site de "Morel Zero" au Moule daté au radiocarbone vers 1500 av. J.-C.
- 200 ap. J.-C. : Venus du bassin de l'Orénoque (Venezuela) et de la côte nord du Venezuela, des populations amérindiennes s'installent dans les Antilles. Plusieurs cultures se succèdent : huécoïdes, saladoïdes, troumassoïdes et suazoïdes. Leurs traces archéologiques sont notamment retrouvées sur le site des roches gravées de Trois-Rivières, à la grotte de Morne-Rita (à Marie-Galante) et à l'abri Patate (au Moule)
- VIIIe siècle : Les amérindiens Caraïbes habitent sur l'actuelle Guadeloupe. Ils la nommaient Karukéra ce qui en langues caribes signifie l'île aux belles eaux.

## XVesiècle: Exploration européenne
- Le 3 novembre 1493 : lors de son deuxième voyage, Christophe Colomb aborde les côtes de l'île, que ses habitants indigènes appellent « Karukera », et la nomme "Guadeloupe" en l'honneur de la Vierge de Guadalupe (sise dans un monastère espagnol d'Estrémadure). L'île était peuplée d'amérindiens Caraïbes. Pressé de rejoindre ses compagnons laissés sur l'île Saint-Domingue lors de son premier voyage, il continua sa route après avoir refait ses réserves d'eau.
- Le 4 novembre 1493, contournant la Guadeloupe par le sud, Christophe Colomb découvre la chute de la rivière du grand Carbet. Il découvre aussi les dépendances de la Guadeloupe (La Désirade, Marie Galante et les Saintes).
- « Un rocher haut et en pointe, d’où il sortait une quantité d’eau qui faisait un si grand bruit en tombant, qu’on l’entendait depuis les vaisseaux. » (F. Colomb). Il décide de s’arrêter et envoie un officier et des soldats en reconnaissance. Ils ne trouvèrent personne, mais ils virent des cabanes, des filets de coton, des oiseaux, des arcs et des flèches. Le lendemain, ils ramènent huit indigènes à bord : deux hommes et six femmes avant de les laisser repartir. Ce sont des Caraïbes. Les navigateurs séjournèrent dans l’île jusqu’au 10 novembre. Le premier contact entre les étrangers et les habitants de la Guadeloupe eut donc lieu sans incident.
- Le 10 avril 1496, Colomb, effectuant son retour en Espagne après son troisième voyage, se trouva dans le voisinage des Antilles et jeta l’ancre à la Guadeloupe, à la pointe appelée depuis Vieux-Fort l’Olive où était construit un village considérable. Pour débarquer cette fois il doit se servir des armes. Il leva l’ancre le 20 du même mois[1].
- L'île n'allait pas intéresser les Espagnols faute de mine d'or en Guadeloupe. Ils étaient avec les Portugais les seuls légitimes occupants du Nouveau Monde selon la bulle singulière Inter Caetera du pape Alexandre VI (1493), suivie du Traité de Tordesillas (1494).

## XVIesiècle
- Au cours de ce siècle, les nations maritimes émergentes d'européens (Anglais, Français, Danois, Hollandais, Suédois, ...) commencèrent à défier l'hégémonie des espagnols autour des Petites Antilles qu'ils n'avaient pas protégées (priorité aux grandes îles des Antilles) et toujours habitées par les redoutés caraïbes. Ces européens étaient plutôt des corsaires, des aventuriers commerçants ou autres boucaniers. Certains commencèrent à y planter du tabac car très rentable.
- 1515 : Une petite flottille, commandée par Juan Ponce de León, partit de Cadix, pour coloniser la Guadeloupe. Il débarqua plusieurs personnes qui s'empressèrent d'enlever des femmes et furent tués par les indigènes. Prudent, Ponce de Léon leva l'ancre pour l'île Porto Rico.
- 1518 : Un navire français fit naufrage sur la côte de la Guadeloupe. Les marins furent accueillis et traités avec hospitalité par les amérindiens. Ils vécurent seize mois sur l'île.
- 1523 : Sous François Ier, une partie de missionnaires ayant débarqué à la Guadeloupe, après une réception amicale, fut décimée par les indigènes.

## XVIIesiècle: Début de la colonisation par les Français
- 1625 : Pierre Belain d'Esnambuc résiste sur mer à un galion espagnol et aborde l'île de Saint-Christophe en même temps que l'Anglais sir Warner. Les deux nations se partagent alors la possession de Saint-Christophe. La Compagnie des îles de Saint-Christophe est fondée. Grâce notamment au commerce interlope, Saint-Christophe se développe et prospère ce qui donne l'idée à d'Esnambuc de fonder de nouvelles colonies.

- 1635 : Le 28 juin, en provenance de l'île Saint-Christophe, Charles Liènard de l'Olive et Jean du Plessis d'Ossonville envoyés par Pierre Belain d'Esnambuc débarquent en Guadeloupe à la Pointe Allègre près de l'actuelle ville de Sainte-Rose, et prennent possession de l'île. Ils étaient mandatés par le représentant de la Compagnie des îles d'Amérique. Cette organisation marchande française avait été créée sous l'impulsion du Cardinal de Richelieu. Ils firent planter du coton, du tabac et de l'indigotier. Ils entrèrent rapidement en conflit avec les Caraïbes qu'ils attaquèrent sans pitié.
- 1636 : Le premier massacre des Caraïbes commença le 26 janvier 1636. Citation des écrits de Bartolomé de las Casas: "L’Olive mena" « ...une guerre aussi injuste que honteuse et par ainsi empeschant notre principal dessein qui n’estoit autre que la promulgation de l’Evangile et l’éducation de ce peuple ». L’Olive commença par expédier un canot sous les ordres de Lafontaine avec pour mission de répertorier tous les villages autour de l’ile. Lafontaine revint avec un sauvage et ses deux fils. On leur proposa de servir de guide pour mieux surprendre leurs compagnons, ils refusèrent et furent égorgés. Mais l’un des fils prit la fuite et répandit l’alarme. Une guerre horrible commença alors. Les plus vaillants Caraïbes résistèrent alors que les autres s’enfuirent à la Dominique. La vie des colonisateurs devint dès lors plus difficile, car d’autres Caraïbes accouraient des autres iles pour venir au secours de leurs frères.
- « Depuis qu’on eut déclaré la guerre aux sauvages, nos gens n’osant plus sortir du Fort, mangèrent jusqu’à l’onguent des Chirurgiens et au cuir des baudriers qu’ils faisaient bouillir pour le réduire en colle. On en a veu quelques-uns brouter de l’herbe, d’autres manger les excrémens de leurs camarades après s’estre remplis dès leurs. On a mesme crû qu’un certain jeune homme de Dieppe avait mangé la chair d’un sien compagnon. L’on a souvent veu la terre des fosses où nos pères avoient enterré les morts toute bouleversée le matin, avec beaucoup d’apparence que quelqu’un les avait fouillés pour en couper quelque membre pour vivre » (Le Père Du Tertre).
- 1640 : Le 4 avril, en remplacement de Liénard de l'Olive, le Capitaine Aubert est nommé Gouverneur de la Guadeloupe par la Compagnie des îles d'Amérique.
- 1642 : Le 1er octobre, la Compagnie des Îles d'Amériques créa une charge d'intendant général. Le pouvoir civil commença à prévaloir sur le pouvoir militaire, avec l'arrivée de juges dans la colonie.
- 1643 : Le 1er avril, Charles Houël seigneur de Petit-Pré, est nommé Gouverneur de la Guadeloupe. Il fonde la ville de Basse-Terre. Grâce au savoir-faire de réfugiés protestants hollandais en provenance du Pernambouc (au Brésil) d'où ils ont été chassés, c'est à cette époque que se développe la culture de la canne à sucre pour un début d'industrie artisanale sucrière. C'est donc aussi à partir de cette date que les premiers esclaves africains sont importés progressivement sur l'île pour répondre au besoin important de main-d'œuvre vigoureuse qu'implique cette agriculture.
- 1645 : Le 25 février, la Compagnie des Îles d'Amérique nomme Noël Patrocle de Thoisy, gouverneur-général de l'île de Saint-Christophe. Étant repoussé par de Poincy, le gouverneur en place, il s'installa en Guadeloupe en attendant.
- 1646 : le 29 avril, de Thoisy promulgue une déclaration du roi établissant dans chaque île une justice souveraine. Furieux de sa présence prolongée, Charles Houël leva une révolte contre de Thoisy qui dut retourner en France.
- 1648 : le 18 octobre, les Français occupent pour de bon les îles proches des Saintes, le 8 novembre l'île Marie-Galante. De même, à la suite du départ des Espagnols, les Français réoccupent les îles Saint-Martin et Saint-Barthélemy à partir de l'île Saint-Christophe.
- 1649 : le 4 septembre, par l'intermédiaire de son beau-frère, Jean de Boisseret d'Herblay, Charles Houël rachète la Guadeloupe et ses dépendances à la Compagnie des îles d’Amérique pour 73 000 livres, payable en sucre et en monnaies. Louis XIV lui décerne le titre de Marquis de Guadeloupe.
- 1654 : plusieurs attaques meurtrières contre les indigènes caraïbes.
- 1656 : à la suite du passage de plusieurs ouragans destructeurs et par la pression des maîtres hâtés de recouvrer la productivité de leur domaine, se produisit la première révolte des esclaves de l'île. Les meneurs furent Jean Leblanc de Capesterre, et Pèdre de Basse-Terre. Après de macabres exactions, ils furent capturés et suppliciés.
- 1660 : Traité franco-anglo-caraïbe. Les Caraïbes abandonnent la majeure partie de l'île aux Français et refluent sur l'île de la Dominique. Toutefois, un petit nombre d'Amérindiens trouve refuge au nord et à l'est de la Grande-Terre (pointes de la Grande-Vigie et des Châteaux, Anse-Bertrand) et s'y maintient jusqu'à la fin du XIXe siècle.
- 1664 : Colbert, le premier ministre du Roi, rétablit l’autorité royale en rachetant l'île à Houël et la cède à la Compagnie des Indes Occidentales avec charge de la mettre en valeur. Celle-ci nomme Claude François du Lion Gouverneur 
 À cette époque, l'archipel de la Guadeloupe compte 3 bourgs important, 987 habitations, 21 églises et 109 sucreries. Sa population s'élève à 11 437 habitants dont 6 413 esclaves (nègres, négresses, mulâtres et mulâtresses), 15 Caraïbes, et 5 009 blancs.
- 1668 1668 16 mars Fut présent Michel Chauveau, escuier, sieur de Lisle, sommier de fruitterie (1) de feu Son Altesse Royalle, demeurant à présent en la parroisse de Pennedepie près Honnefleur, viconté d’Auge, tuteur honoraire des nobles enfants soubzaagés de feu messire Jean de Boisseret, vivant conseiller du roy et correcteur en sa chambre des comptes à Paris, seigneur d Herbelay, du Roussay, Estrechy, Malassis, Montigny en partie et autres lieux, aussy seigneur propriétaire des illes de la Gardelouppe, Marie Galante, la Désirade et autres ; lequel sieur de Lisle en ladite quallité a donné plain pouvoir, puissance et auctorité avec espace en blanc de pour et en sondit nom consentir, ratiffier et accepter le contract de vente qui faicte a esté desdites illes en tant qu il en appartenoit audit deffunct et sieur de Boisseret et à son droict auxdits sieurs ses enfants par messire Jean Bochard, chevallier, seigneur de Champigny, Noroy, Bonconvilliers et autres lieux, conseiller ordinaire du roy en tous ses conseils ; et noble dame Madelaine Houël son espouse en précédent luy veufve dudit feu seigneur de Boisseret, au proffict de messieurs de la compagnie des Indes occidentalles, passé devant les notaires du roy en son Chastelet de Paris le.......jour de.......dernier (2), suivant l’estimation qui a esté faicte par M de Tracy (3) par escript du.......jour de....... aussy dernier (4) mesme rattiffier et agréer touttes les choses portées par lesd. contracts et estimations etc

1 Sommelier de fruiterie office de la maison du roi Le titulaire de cet office pourvoyait la table de fruits de cire de bougie (La Curne de Sainte Palaye, Dict.)
2 Date en blanc
3 Les propriétaires devaient être remboursés par la compagnie des Indes occidentales
4 Date en blanc.
Documents relatifs à la marine normande 1889 p19 C.et P.Bréard
- 1668 : L'administration générale des colonies françaises passe sous la dépendance des Gouverneurs de la Martinique (Chef-lieu du Gouvernement-Général des Antilles).
- 1674 : La Compagnie des Indes Occidentales est dissoute, l’île est désormais directement attachée au pouvoir royal et devient colonie du royaume.
- 1677 : Avec Pierre Hencelin retour des Gouverneurs en place sur l'île.
- 1680 : L'arrêt du Conseil de la Guadeloupe du 1er juin stipule que tous les enfants nés de négresses esclaves seront nés esclaves[2],[3].
- 1685 : Proclamation du Code Noir dont le but est notamment de régir l'esclavage dans les colonies françaises.
- 1695 : Le Gouverneur est Charles Auger.

## XVIIIesiècle
- Ce siècle sera marqué par une économie sucrière prospère fondée sur l'esclavage et par les guerres contre la Grande-Bretagne pour la conquête des îles de l'arc Antillais.
- 1703 : de Mahaut remplace le Gouverneur Charles Auger.
- 1703 : Joseph d'Honon de Gallifet nommé Gouverneur en place de de Mahaut.
- 1706 : Hemon Coinard de la Malmaison nouveau Gouverneur, remplace de Gallifet.
- 1717 :
  - Michel Savinien Lagarigue de Savigny remplace de la Malmaison en tant que Gouverneur.
  - Le dominicain Père Labat, premier historien de la colonisation, vient s'établir en Guadeloupe.
  - Les colons se révoltent contre l'octroi royal.
- 1718 : Le 18 mars, le comte Alexandre Vaultier de Moyencourt devient Gouverneur après Lagarigue de Savigny. À peine arrivé, le nouveau chef de la colonie crée une nouvelle habitation. Bien que le commerce avec la Grande-Bretagne fût interdit, il obtint la permission d'acheter 50 esclaves dans les colonies britanniques de la région.
- 1726 : Révolte des esclaves.
- 1727 : Le 21 octobre, de Moyencourt est rappelé en France, sur des soupçons de contrebande. Il fut remplacé par Robert Giraud du Poyet qui fut à l'origine des premiers fondements de la ville de Pointe-à-Pitre, du développement de la culture du café et des premières cacaoyères en Guadeloupe.
- 1728 : Le Gouverneur Giraud du Poyet créa l'établissement des lépreux de la Désirade, donna une vive impulsion à la culture du cacao et du café sur l'île et fut à l'origine des premiers fondements de la ville de Pointe-à-Pitre.
- 1734 : Le 27 juillet, le marquis Charles de Brunier de Larnage (d. 1746) remplace le Gouverneur Giraud du Poyet.
- 1737 :
  - Gabriel de Clieu prend ses fonctions en tant que Gouverneur.
  - Les esclaves affamés et souffrant se révoltent. Répression brutale, les meneurs furent pendus.
- 1738 : Violent ouragan. Beaucoup d'habitants quittent l'île, lassés par les brimades de toutes sortes.
- 1745 : Naissance de Joseph Bologne, dit le Chevalier de Saint-George, sur l'habitation des Palmiers.
- 1748 : La lèpre cause d'épouvantables ravages sur la Grande-Terre
- 1751 :
  - Dans la nuit du 19 au 20 septembre, un ouragan s'abattit sur la Guadeloupe.
 Ce fut un comble aux misères déjà patentes de la population.
  - Insurrection des esclaves de plusieurs habitations de Marie-Galante contre les colons.
- 1753 : Le 27 décembre, le chevalier Jean Antoine Joseph de Mirabeau est nommé Gouverneur de la Guadeloupe. Il prend ses fonctions dans une île désolée et affamée.
- 1754 : En cette année, on compte 10 538 blancs et gens libres, contre 45 653 esclaves, soit 56 191 habitants.
- 1757 :
  - Le sieur de Mirabeau découragé par sa tâche, demanda à être relevé de ses fonctions.
  - Le 15 janvier, Charles François Emmanuel Nadeau du Treil est nommé Gouverneur.
  - Déclaration de guerre entre la France et la Grande-Bretagne, c'est la Guerre de Sept Ans.
- 1759 :
  - Le 22 avril, les forces françaises capitulent devant les Britanniques qui occupent l'île.
  - Les Britanniques fondent le port de Pointe-à-Pitre et resteront jusqu'en 1763. 
Les Gouverneurs sont le colonel Bryam Crumpt (ou Byam Crump) (1759-1760) puis Sir Campbell Dalrymple (1760-1763).
- 1760 : En France, un conseil de guerre est convoqué par le roi pour juger les officiers responsables de la perte de la Guadeloupe.
- 1761 : Le 15 janvier, Nadeau du Treil est jugé coupable de lâcheté et d'incapacité et condamné à être dégradé. Il est reconduit en France pour y être emprisonné.
- 1763 :
  - Signature du traité de Paris qui met fin à la guerre. La Guadeloupe et la Martinique sont restituées à la France.
  - Prise de fonction du Gouverneur François Charles de Bourlamaque et de l'intendant Louis de Thomassin de Peynier.
- 1765 : Édouard de Copley succède à de Bourlamaque.
- 1765 :
  - Nomination de Jean-Baptiste du Buc premier député du conseil souverain pour la Martinique et la Guadeloupe. Ce créole martiniquais a aussitôt présenté au conseil du roi un mémoire sur l'administration coloniale qui fait référence à la première atteinte au système créé par Colbert.
  - Le 20 mars, le comte Pierre Gédéon de Nolivos est nommé Gouverneur de la Guadeloupe. Il prend ses fonctions avec des instructions conformes aux recommandations du député du Buc.
- 1766 : Le gouverneur Pierre Gédéon de Nolivos fait établir des voies de communications plus rapides entre la Grande et la Basse-Terre et ordonna le pavage des rues de la ville de Basse-Terre.
- 1767 : Le 6 août, un ouragan accompagné d'un raz-de-marée s'abat sur la colonie.
- 1768 :
  - Le 20 septembre, une ordonnance royale réunit en Martinique, sous la dénomination du Gouvernement général des Îles du Vent de l'Amérique, le gouvernement de toutes les îles françaises des Antilles (Sainte-Lucie, Guadeloupe, Marie-Galante, Désirade, Saintes, Saint-Martin, Saint-Barthélemy).
  - Le 29 novembre, le gouverneur Pierre Gédéon de Nolivos obtint son rappel et quitta de la Basse-Terre.
- 1769 : Arrivée de Claude-François-Amour du Chariol (Marquis de Bouillé), nouveau Gouverneur en provenance de Martinique. Il laissa dans la mémoire populaire une romance créole : "adieu grain d'or, adieu collier chou, doudou à moin kallé pâti, hélas ! cé pou toujou".
- 1771 : Août, de Bouillé quitte la colonie et Louis François de Dion devient Gouverneur.
- 1773 : Le Gouverneur Édouard Hilaire Louis de Tilly succède à de Dion.
- 1775 : L'île obtient son autonomie vis-à-vis de la Martinique. Le comte d'Arbaud est nommé Gouverneur de la Guadeloupe. Louis de Thomassin de Peynier redevient intendant.
- 1777 : Le 9 août, une déclaration du Roi renouvelle l' interdiction d'amener en France aucun noir, mulâtre, ou autres gens de couleurs, de l'un ou l'autre sexe, sous peine de 3 000 livres d'amende, et de renvoyer aux colonies les noirs et mulâtres qui se trouvent dans le royaume en France.
- 1779 : Le 9 février, un règlement fit interdiction expresse aux gens libres de race noire de s'habiller comme les européens.
- 1782 :
  - Le 6 novembre, une ordonnance du Roi interdit aux curés et officiers public de qualifier du titre de "sieur ou de dame" les personnes libres de race noire
  - Le 12 décembre, le gouverneur d'Arbaud est nommé chef d'escadre, il est donc rappelé en France et remplacé par Claude Charles de Marillac (Vicomte de Damas).
- 1783 : Beaumé de la Saulais est nommé Gouverneur.
- 1784 :
  - Le 27 mai, le Baron de Clugny est nommé Gouverneur en remplacement de Beaumé de la Saulais. Cet aristocrate créole possédait déjà des terres sur la Grande-Terre (Guadeloupe).
  - Le gouvernement royal offre une prime d'encouragement à la traite négrière.
  - Le 20 octobre, l'île de Saint-Barthélemy fut cédée à la Suède afin d'obtenir le droit de déposer des marchandises françaises dans le port de Göteborg et de les réexporter sans payer de taxes.
  - Le Baron de Clugny est accusé de contrebande par le biais de la franchise du port de Saint-Barthélémy. Il est obligé d'aller en France pour s'en défendre.
  - Le 7 juin, une Assemblée Coloniale est créée dans chaque colonie des Antilles. Elle est composée du Gouverneur, de l'intendant, du Commandant en second, du Commissaire-général de marine, de deux députés du conseil souverain, d'un député de chaque quartier, des députés des îles dépendantes, d'un député de Pointe-à-Pitre, d'un député de Basse-Terre et d'un secrétaire nommé à vie. Les membres devaient être renouvelés tous les quatre mois. C'était pour les colonies une vraie charte constitutionnelle bien qu'elle fût corrompue par et au profit de l'aristocratie locale.
- 1788 : À Paris, création de la Société des Amis des Noirs qui a pour objet l'abolition de la traite et de l'esclavage.

En sont membres : (Mirabeau, Condorcet, Brissot, Lavoisier, l'abbé Grégoire, Pétion, Lacépède, Lescallier, ...).

### Sous la Révolution française de 1789
- 1789 :
  - La Révolution française fut accueillie avec le même enthousiasme qu'en France. Chose étrange à cette époque, les plus ardents révolutionnaires furent les planteurs car ils pensaient ainsi obtenir le pouvoir de s'auto-gouverner tels les colons britanno-américains. 
 En cette année historique, la Guadeloupe comptait 13 712 blancs et affranchis et 89 523 esclaves, soit 106 593 habitants.
  - Le 27 juillet, la Guadeloupe envoie cinq députés à l'Assemblée constituante.
  - Le 26 août, à Paris, déclaration des droits de l'Homme et du citoyen
 (Article premier : « Les hommes naissent et demeurent libres et égaux en droits ».)
- 1790 :
  - Le 8 mars, un décret donne aux colonies une autonomie quasi absolue. Les Assemblées Coloniales ont une autorité presque souveraine. Ce décret n'est arrivé en Guadeloupe qu'en mai.
  - Le 29 novembre, l' Assemblée Constituante, par décret, envoya quatre commissaires dans les îles afin de procéder provisoirement à leur administration et à leur organisation.
- 1791 :
  - le 12 mars, les quatre commissaires arrivant en Martinique, rencontrent le Gouverneur de Clugny qui parvint à obtenir leur confiance. Son retour en Guadeloupe, est marqué par des excès de l'oligarchie locale aidée par la troupe. Quelques embryons de révoltes d'esclaves en Grande-Terre et à Marie-Galante furent étouffés violemment avant même d'avoir manifesté quelconque exaction.
  - Le 25 août, les quatre commissaires débarquent à Basse-Terre. Ils s'opposent aussitôt inutilement au Gouverneur et à l'Assemblée Générale Coloniale. Trop attachés à leurs prérogatives créoles, les membres de cette Assemblée ne laissent pas appliquer les mesures pacifiques que les commissaires sont chargés de promouvoir.
  - Les 13, 15 et 29 mai, en France, avant sa séparation l' Assemblée Constituante décréta que les gens de couleurs, nés de pères et de mères libres, et ayant les qualités requises, jouiraient des droits des citoyens actifs et seraient admis comme les blancs, dans les assemblées paroissiales et coloniales.
  - Le 30 septembre, en France, l' Assemblée Constituante fit place à l'Assemblée Législative.
  - Octobre, lors d'une assemblée patriote les libres de couleur de Basse-Terre et Goyave réclament la citoyenneté et l'application de la loi du 15 mai 1791.
- 1792 :
  - Le 24 mars, en France, l' Assemblée Législative émit un décret stipulant que l'on procédât sur le champ à la réélection des Assemblées Coloniales et des Municipalités et que tous les hommes libres de toutes couleurs pourraient être admis à voter dans les Assemblés Paroissiales et seraient éligibles à toutes les places. Quatre commissaires furent nommés pour les îles du Vent, avec le pouvoir de ramener l'ordre et la paix par tous les moyens.
  - Le 11 août, en France, l' Assemblée Législative supprime la prime d'encouragement à la traite, accordée par le Roi Louis XVI en 1784.
  - Le Gouverneur de Clugny venant de mourir l'Assemblée Législative à Paris désigne le Général Victor Collot pour lui succéder. Mais sur place c'est le Vicomte René Marie d'Arrot qui fait l'intérim du poste.
  - En septembre, à la suite d'une fausse information venue de l'île britannique de Montserrat, annonçant que la royauté était rétablie en France, l'oligarchie créole en place, qui semblait avoir pris fait et cause pour la révolution, dévoila ses vraies attaches en jurant fidélité au Roi.
  - Mais en France, le roi Louis XVI ayant été enfermé dans la prison du Temple, la frégate "La Calypso" fut envoyée en Martinique afin d'y annoncer cet événement.
  - Les commissaires de l'Assemblée législative se font refouler de la Martinique puis de la Guadeloupe, ils n'ont alors pas d'autre choix que d'aller séjourner à Saint-Domingue. Quand les dirigeants de la Guadeloupe et de la Martinique apprirent les faits, ils restèrent fidèles au monarque français et contractèrent un pacte de protection mutuel. Ils envoyèrent chacun un député en France, avec pour mission de soutenir la royauté. Ce fut Dubuc (fils) pour la Martinique et Clairfontaine pour la Guadeloupe.
  - Le 20 septembre, en France, l'Assemblée législative met fin à ses travaux. Le 22 septembre elle est remplacée par la Convention nationale qui proclame aussitôt la République.
  - Le 1er décembre, le capitaine Jean-Baptiste Raymond de Lacrosse chargé d'apporter aux îles du vent, la nouvelle se voit refuser le débarquement en Martinique. Se détournant sur l'île de la Dominique, il y trouve de nombreux patriotes exilés par le Vicomte d'Arrot (Gouverneur intérimaire) et par l'Assemblée Générale Coloniale.
  - Le 10 et 13 décembre, la Guadeloupe et la Martinique, par arrêtés, déclarèrent la guerre à la France Républicaine. En Guadeloupe, il fut déclaré que quiconque délivrerait le message du capitaine Lacrosse serait passible de la peine de mort.
  - Le 20 décembre, à Pointe-à-Pitre, une foule hétéroclite partie du cours d'Ennery (actuelle Place de la Victoire) avec des soldats portant le drapeau tricolore, parcoururent les rues en réclamant que ce drapeau soit hissé. La Municipalité se déclara immédiatement républicaine.
  - Le Vicomte d'Arrot, à la tête de planteurs et de partisans vint attaquer Pointe-à-Pitre mais il fut vaincu et n'eut d'autre choix que de se réfugier sur l'île de la Trinité.
- 1793 :
  - Le 5 janvier, Lacrosse mandaté par l'Assemblée législative, débarque à Pointe-à-Pitre avec un Bonnet phrygien comme cornette au mât de sa frégate "La Félicité". À son arrivée il se jeta au cou d'un nègre et lui donna un baiser fraternel. Sa présence suscita dans la ville un véritable élan de joie. Lacrosse fit dissoudre l'Assemblée Générale Coloniale, qu'il remplaça par une Assemblée Générale Extraordinaire qu'il fit élire.
  - Le 20 janvier, en tant que citoyens à part entière tous les libres de couleur sont admis à participer aux assemblées pour élire la Commission générale extraordinaire.
  - Le 6 février, le Général Victor Collot débarqua pour occuper son poste de Gouverneur. De sa propre autorité, il adoucit les rigueurs de la révolution et se mit en opposition avec la jeune Assemblée Générale Extraordinaire en rappelant des émigrés royalistes. Sous sa protection l'aristocratie reprit ses manœuvres contre les Républicains.
  - Le 19 février, le Traité de Whitehall signé à Londres entre la Couronne britannique et les grands planteurs de l'île, de la Martinique et de Saint-Domingue, leur permet d'échapper à la Révolution française[4],[5].
  - Le 4 avril, le capitaine Lacrosse quitte la Guadeloupe.
- 1794 :
  - Le 4 février : En France la Convention nationale vote l'abolition de l'esclavage.
  - Le 11 avril, les forces armées britanniques débarquent à Gosier.
  - Le 20 avril, le Gouverneur Victor Collot capitule face au Général britannique Thomas Dundas qui s'empare de l'île. Cette invasion fut à l'instigation des planteurs qui ne pouvaient concevoir l'abolition de l'esclavage et par ce fait, la perte de leurs privilèges. À son débarquement sur les plages de Gosier, le Général Dunbas attaqua le Fort Fleur d'épée, occupé en majeure partie par des noirs et gens de couleur, tous furent tués. Les émigrés aristocrates rentrés avec les Britanniques, lancent des représailles contre les républicains.
  - Le 1er juin, le Général Dunbas décède à Basse-Terre, la veille du débarquement français.
  - Le 2 juin, venant de France Victor Hugues et Chrétien (Commissaire de la Convention) débarquent à Gosier avec les troupes des Généraux Cartier et Aubert. Ils organisent le soulèvement populaire contre les troupes britanniques. Le Commissaire Chrétien décède deux semaines plus tard.
  - Le commissaires de la Convention nationale dont Victor Hugues proclament l’Abolition de l'esclavage et installent une guillotine.
  - Le 17 juillet, les républicains reprennent l'île de la Désirade.
  - Le 26 août, en France Jean Baptiste Louis Thirus de Pautrizel ancien maire de Basse-Terre est admis à siéger à la Convention en tant que représentant de la Guadeloupe.
  - Le 6 octobre, capitulation du Général Graham après de nombreuses batailles sanglantes où les Britanniques tentaient de reprendre le contrôle de l'île.
  - Le 27 octobre, Victor Hugues fit occuper Marie-Galante par le citoyen Rameau et une petite troupe.
  - Le 11 décembre, les Britanniques ont complètement quitté la Guadeloupe.
- 1795 :
  - Le 6 janvier, le bataillon des Antilles arriva à Pointe-à-Pitre. Parmi ses officiers il y avait le capitaine martiniquais métis Magloire Pélage et les commissaires Lebas et Goyrand.
  - En ce début d'année, les troupes des trois commissaires chassèrent les Britanniques des îles Saint-Eustache et Saint-Martin qu'ils restituèrent à la Hollande, ne se réservant que la partie anciennement française.
- 1796 : La Convention Nationale et remplacée par le Directoire. Victor Hugues et Lebas gardent leurs fonctions mais prennent le titre d'agent du Directoire.
- 1797 :
  - Le 28 septembre, Éruption du volcan la Soufrière.
  - Le 27 octobre, une loi décréta que la Guadeloupe et ses dépendances formaient un département, le département de la Guadeloupe, divisé en vingt-sept cantons dont Pointe-à-Pitre en était le chef-lieu.
- 1798 :
  - Le 6 janvier, Victor Hugues met la Guadeloupe en état de siège car l'ordre public n'était plus assuré. Les planteurs békés envisagent une nouvelle fois de livrer l'île aux Britanniques.
  - Le 22 avril, nouvelle éruption de la Soufrière.
  - En mai, le commissaire Lebas dut rentrer en France, pour des raisons de santé.
  - Le 5 juin, en France, le Général Edme Étienne Borne Desfourneaux, est nommé Agent Particulier du Directoire en remplacement de Victor Hugues. Ce remplacement fait suite aux pressions des émigrés de Guadeloupe rentrés en France et le ralliement du Général Mathieu Péalardy dit "Pélardy" à leurs pressions.
  - Le 22 novembre, les généraux Pélardy et Desfourneaux arrivent en Guadeloupe. Le remplacement de Victor Hugues suscita un vif émoi dans la population insulaire.
- 1799 :
  - Le 2 janvier, Victor Hugues devenu simple citoyen réside à Basse-Terre. Sa présence dans l'île gêne les nouveaux dirigeants qui décidèrent par un subterfuge de le retenir sur un navire en rade de Basse-Terre et de le rapatrier de force en France.
  - Vers la fin de l'année le gouverneur Desfourneaux est tombé en disgrâce à l'instigation de ses collègues Pélardy et Pâris. Celui-ci a mis en vigueur les lois des 25 octobre 1797 et du 1er janvier, ces lois reconnaissaient comme citoyens français les Noirs et hommes de couleur exerçant un métier, une profession. Mais depuis le 4 février le vagabondage peut être puni de mort et celui qui ne peut justifier de moyens d'existence est privé de ses droits de citoyen. Seuls les gens sachant lire et écrire jouirent de leurs droits civiques.
  - Le 11 décembre, en provenance de Brest débarquent les Agents du Directoire Nicolas Georges Jeannet-Oudin, René Gaston Baco de la Chapelle et le général Étienne Maynaud Bizefranc (comte de Laveaux), nommés par le Directoire et confirmés par le gouvernement consulaire, en remplacement du gouverneur Desfourneaux. Ils arrivent en Guadeloupe en même temps que le chef de brigade Magloire Pélage et le chef de bataillon Louis Delgrès.
- 1800 :
  - Le 28 février, destitution de l'agent de Laveaux car trop en faveur des citoyens de couleur, Bresseau le remplace.
  - Le 30 septembre, en France Bonaparte signe le traité de Mortefontaine avec les États-Unis pour mettre fin à la Quasi guerre aux Antilles. Ceci limitera les actions des corsaires français.

## XIXesiècle

### 1801
- - 20 mars, les troupes britanniques, commandés par l'amiral John Thomas Duckworth s'emparent de l'île Saint-Barthélemy.
  - 24 mars ; l'île Saint-Martin tombe aux mains des Britanniques.
  - 19 avril, en France le gouvernement consulaire prit un arrêté stipulant que les colonies seraient régies par trois magistrats (un capitaine-général, un préfet et un commissaire de justice). Jean-Baptiste Raymond de Lacrosse devenu contre-amiral fut nommé capitaine-général. Le poste de préfet fut confié à Daniel Lescallier et celui de commissaire de justice à Coster.
  - 29 mai, Lacrosse débarque en Guadeloupe. Avec lui, la population noire et métisse verra ses droits et libertés de plus en plus réduits. Son attitude et ses agissements furent en opposition avec les grandes valeurs républicaines dont il était si animé en 1793.
  - En juin, Lacrosse destitue puis fait arrêter des officiers néo-jacobins afin de les déporter en France.
 Il met fin à la course.
Il fait afficher sur les portes des municipalités, une proclamation, autorisant les émigrés (anciens royalistes) à rentrer sans conditions et leur promettant d'être réintégrés sur leurs propriétés.
  - Le 5 août, le Général Antoine de Béthencourt meurt. Dans l'ordre hiérarchique, le commandement militaire intérimaire aurait dû être attribué au Général de brigade métis Magloire Pélage mais le Capitaine-général Lacrosse s'y opposa (avait-il des instructions du Consulat ou était-ce un choix personnel ?). Ceci déclencha l'opposition d'une majorité de militaires et d'une grande partie de la population.

- 1802 :
  - En mai, le général Antoine Richepance, appuyé par les troupes de Lacrosse et par celles du Général métis Pélage, écrasent et répriment sévèrement la rébellion des hommes et soldats dirigés par les officiers insoumis Louis Delgrès et Joseph Ignace (tous deux Libre de couleur, métis ou mulâtre). À Basse-Terre, condamnation à mort et exécution de Dauphin, Sans-Peur, Jean-Charles, Lubin Caron, Philippe, François Rigaud, Francœur, Constant, Côme, Doria, Roseberne (secrétaire de Delgrès), Monnerau, Hippolyte, Azer et Casimir-Avril et cinq mois plus tard de Toto.
  - Le 16 juillet, Richepance promulgue un arrêté consulaire de Bonaparte qui par le décret du 20 mai précédent abroge la loi du 4 février 1794 qui avait aboli l'esclavage, et donc rétablit l’esclavage sauf pour les anciens libres de couleurs bien sûr mais ceux-ci perdent leur citoyenneté. 
 Extrait de l'arrêté : "La colonie de la Guadeloupe et dépendances sera régie à l'instar de la Martinique, de Sainte-Lucie, de Tobago et des colonies orientales, par les mêmes lois qui y étaient en vigueur avant 1789". 
 La population esclave à cette date s'élevait à 102 989 personnes.
  - Le 5 août, Lacrosse accueilli en grande cérémonie par les chefs militaires, fut réintégré dans ses anciennes fonctions. Par la suite, vindicatif, il poursuivit de son zèle tous ceux qu'il accusait d'avoir participé à la rébellion du 21 mai 1801 contre lui, les faisant rechercher même sur d'autre îles des Antilles. Emprisonnements, exécutions et même déportation à Brest d'officiers métis (et leur famille) pourtant ralliés au consulat tel Pelage.
  - Le 3 septembre : Le général Richepance mourut sur l'habitation Lassale, près de l'habitation Danglemont, où périt Louis Delgrès.
  - Le 9 septembre, décret fixant l'appartenance à la classe des libres de couleur. Il faut avoir un titre de liberté antérieur à 1789.
  - Le 20 octobre, création d'un tribunal d'exception à Sainte-Anne qui prononça plus d'une centaine de condamnations à mort.
- 1803 :
  - Le 19 février, un arrêté met en vigueur dans les îles, le Code de la Louisiane. Un article de ce code interdit les mariages mixtes entre races blanche et noire.
  - Le 8 mars, le général de division Jean Ernouf est nommé capitaine-général en remplacement du général Lacrosse avec pour instruction de se montrer plus "mesuré". Cette relève vint en prévention à la suite de la perte de Saint-Domingue par le Général Leclerc. Ce dernier s'était acharné contre la population haïtienne qui s'était révoltée en septembre 1802.
  - Le 30 mars, en France, un arrêté consulaire décréta que le fort Saint-Charles était renommé au nom du Général Richepance et ce dernier y fut inhumé.
  - Le 14 mai, Le général Ernouf promulgue l'arrêté consulaire du 16 juillet 1802 qui rétablit officiellement l'esclavage.
  - Le 16 mai, Le général Lacrosse s'embarque sur la frégate "le Didon" pour retourner en France définitivement.
  - Le 26 novembre, en France, Magloire Pélage, Frasans et Corneille, sont libérés.

### Sous l'Empire
- 1804 :
  - Le Gouverneur Ernouf permit à certains Noirs et mulâtres libres d'armer des embarcations pour faire la course de guerre contre les bateaux britanniques.
  - Le 2 juillet, par ordre du Premier Empire, le Gouverneur Ernouf annula toutes les dettes anciennes des colons qui, en reprenant leurs biens, avaient également repris leurs dettes.
- 1805 : Le 1er juillet, le Général de Kerversau est nommé Préfet colonial.
- 1807 :
  - Le 18 avril, le Roi Gustave IV Adolphe de Suède rompit l'armistice à peine conclu avec la France. Le Gouverneur Ernouf profita de cette rupture pour envoyer en représailles deux navires corsaires sur Saint-Barthélemy.
  - Le 22 août, un arrêté Préfectoral condamne à 1 620 francs, toute personne donnant asile à un "esclave marron".
  - Le 22 septembre, début de la construction de la deuxième église de Pointe-à-Pitre.
- 1808 :
  - En cette année, la population esclave s'élevait à 122 895 personnes.
  - Le 2 mars, les Britanniques s'emparent de Marie-Galante sous le commandement du capitaine Pigot.
  - Le 31 mars, la Désirade tombe aux mains des Britanniques. En Guadeloupe cette prise activa les travaux de fortification et de défense commandée par le gouverneur Ernouf.
  - Le 21 août, Cambriels, commandant militaire de Pointe-à-Pitre, tente infructueusement de reprendre Marie-Galante.
- 1809 : Le 14 avril, les Saintes sont attaquées par l'armada britannique et face à leur suprématie les Français capitulent le 17 avril.
- 1810 :
  - Le 27 janvier, la Guadeloupe à son tour est attaquée par les Britanniques, au Gosier.
  - Le 30 janvier, une division britannique débarque à Vieux-Habitants. Toutes les forces britanniques se dirigent vers Basse-Terre et la position du Matouba, où le Gouverneur Ernouf coordonne les défenses. Les Britanniques furent guidés par certains colons français, ce qui leur permit de contourner les protections du Matouba.
  - Le 6 février, le Capitaine-Général Ernouf signe la capitulation face aux Britanniques. Puis le 23 février lui et son état-major furent conduits au Royaume-Uni.
  - Le Général Bekwith est nommé Gouverneur, mais il est rapidement remplacé par le Major-Général Carmichaël.
- 1811 : Le Vice-Amiral Cochrane est nommé Gouverneur. Cette nomination fut une bénédiction pour les planteurs békés, car il était un ami de monsieur de Vermont, un des leurs.
- 1813 : Le 26 juin, le Vice-Amiral Cochrane fut remplacé par le Major-Général Skinner. Ce dernier, ne parlant pas français, laissa aux planteurs békés l'administration de l'île.
- 1813 - 1814 : la Guadeloupe est administrativement incorporée à l'empire colonial suédois. En effet, pendant les guerres napoléoniennes la famille royale de Suède soutenait Napoléon Ier mais finalement se retourna contre lui et rejoignit la Sixième Coalition qu'elle aida à la victoire. En remerciement de cet appui (même tardif) elle reçut officiellement la Guadeloupe prise précédemment par les Britanniques. Mais le traité de Paris (1814) ayant rendu l'île à la France de la Restauration la Suède fait alors pression au nom de son roi sur le Royaume-Uni dont elle obtient un dédommagement (privé) de 24 millions de francs (le fonds de la Guadeloupe). En 1983 eut lieu le paiement de la dernière échéance aux descendants de la famille royale de Suède.

### Sous la Restauration
- 1814 :
  - Le 30 mars, le Traité de Paris (1814) mit fin à la guerre entre la France et le Royaume-Uni qui rendit la Guadeloupe.
  - Le 13 juin : À la restauration le général Eugène Édouard Boyer de Peyreleau est nommé sous-gouverneur de la Guadeloupe.
  - Le 13 juillet, Le Roi Louis XVIII nomme par ordonnance, le comte de Linois, Gouverneur de la Guadeloupe.
- 1815 :
  - Le Roi Louis XVIII rétablit aux colonies les mêmes lois et règlements qu'en 1789 par l'article 73 de la charte constitutionnelle : "Les colonies sont régies par des lois et des règlements particuliers".
  - Le 8 février, en Europe, Lord Castlereagh, au nom du Royaume-Uni, fit signer à Charles-Maurice de Talleyrand-Périgord (représentant la France), ainsi qu'à d'autres représentants de divers pays réunis au Congrès de Vienne en Autriche, l'abolition de la traite des esclaves comme "contraire aux principes d'humanité et de morale universelle".
  - Le 3 mai, la Guadeloupe est divisée par plusieurs courants de sympathies. Le parti royal représenté par le Gouverneur de Linois, le parti britannique mené par les planteurs et le parti Bonapartiste conduit par le général Eugène Édouard Boyer de Peyreleau. Les planteurs contactèrent le général Leith, commandant en chef des forces britanniques, à Antigua afin qu'il vienne leur porter assistance.
  - Le 15 juin, la goëlette "l'Argile" envoyée par le Gouvernement impérial des Cent-Jours, vint mouiller à Basse-Terre afin de rallier la Guadeloupe et la Martinique à la métropole.
  - Le Général Boyer, gouverneur en second de la Guadeloupe, fit pression sur le Gouverneur de Linois pour qu'il reconnaisse le gouvernement impérial, mais en vain.
  - Le 18 juin : Le Général Boyer n'arrivant pas à ses fins, fit arrêter les principaux fonctionnaires de la colonie et séquestra le Gouverneur de Linois dans son hôtel de Basse-Terre.
  - Le 19 juin, le Gouverneur de Linois consentit finalement à se rallier à l'empereur.
  - Le 6 juillet, les Britanniques s'emparèrent des Saintes.
  - Le 18 juillet, les Britanniques prennent Marie-Galante.
  - Le 10 août, la Guadeloupe tombe aux mains britanniques. Le Gouverneur de Linois et le Général Boyer de Peyreleau furent mis en détention.
  - Le 20 novembre, la traite négrière est interdite par le traité de Paris.
- 1816 :
  - Le 16 janvier, la Guadeloupe fut maintenue sous la protection du Royaume-Uni, représentée par le Général James Leith.
  - Le 11 mars, le Comte de Linois et le Général Boyer de Peyreleau passèrent en conseil de guerre. Le Général de Linois est acquitté des charges de désobéissance et de rébellion, qui pesèrent sur lui. Le Général Boyer de Peyreleau fut condamné à mort, mais sa peine fut commuée en vingt années de détention. Il fut finalement libéré par une grâce royale.
  - Avril, la Guadeloupe est rendue à la France par le Congrès de Vienne.
  - Le 25 juillet, le Roi Louis XVIII nomme le Comte de Lardenoy Gouverneur et Administrateur de la Guadeloupe et de ses dépendances.
  - Le Colonel Vatable, qui s'était illustré en résistant pendant les événements de juin 1815, fut élevé Baron et Maréchal de camp pour ses actes.
- 1817 : Le 1er janvier, l'administration des Postes aux lettres est établie sur le même modèle qu'en France.
- 1818 : La situation agricole de la Guadeloupe est répartie comme suit : Sur les 32 437 hectares de terre mis en culture, 17 567 ha sont affectés à la canne à sucre, 4 988 ha pour le café, 69 ha pour le cacao, 3 248 ha pour le coton et 6 565 ha pour l'Agriculture vivrière.
- 1819 : Le 18 mars, une Ordonnance royale interdit aux noirs de porter des chaussures.
- 1821 :
  - Le 1er juillet, inauguration de l'hôpital militaire de Basse-Terre.
  - Le 9 septembre, Basse-Terre fut gravement touché par un violent ouragan.
  - Le 31 octobre, le culte catholique est réorganisé, sous la direction d'un Préfet apostolique.
- 1822 : Le 1er octobre, à Basse-Terre est fondé le pensionnat de Versailles. Il était réservé aux jeunes filles de familles riches.
- 1823 : Le 2 avril, le Contre-Amiral Jacob est nommé Gouverneur de la Guadeloupe, par ordonnance Royale.
- 1824 : Le 16 septembre, le roi Louis XVIII meurt, Charles X de France le remplace sur le trône de France.
- 1825 : Le 26 août, un terrible ouragan s'abat sur la Guadeloupe et les îles voisines, dévastant particulièrement les villes de Capesterre, Pointe-Noire et de Basse-Terre. Cette dernière eut à dénombrer 900 maisons détruites.
- 1826 :
  - Le 28 février, le Contre-amiral Jean Julien Angot des Rotours fut nommé Gouverneur de la Guadeloupe.
  - Le 10 décembre, l'ordonnance du 5 février, relative à l'autorisation d'importation dans les îles de certaines marchandises et de l'entrée de navires étrangers dans les eaux territoriales française, est mise en application permettant ainsi à la Guadeloupe de pouvoir commercer à nouveau avec les îles voisines.
  - Le 10 novembre, une Ordonnance Royale permit la création d'une banque à la Guadeloupe.
  - Le 28 décembre, nomination des premiers conseillers généraux.
- 1827 : Le 25 avril, une prescription est faite aux tribunaux d'agir sévèrement contre ceux qui se livrent à la traite négrière.
- 1829 : Construction de l'église du Moule.
- 1830 :
  - Le 31 janvier, le Gouverneur Angot des Rotours est remplacé par le Général Louis-François Vatable.
  - Le 9 août, En France Louis-Philippe Ier prête serment à la suite des événements de Juillet, qui provoquèrent la fuite de Charles X, le 1er août.
  - Le 2 novembre, l'affranchissement moral de la classe des "gens de couleur libres" est promulgué, abolissant les règlements qui leur ôtaient les droits de citoyen, en les assimilant de ce fait pleinement à la classe des blancs européens.
- 1831 : Le 8 juillet, le Contre-Amiral René Arnous-Dessaulsays est nommé Gouverneur.
- 1832 :
  - Le 17 février, les services de la colonie sont enrichis par la création des Comités d'hygiène.
  - Le 8 mars, une Loi déclare libres les noirs qui seraient trouvés à bord de navires négriers.
  - Le 12 juillet, une Loi simplifie les formalités pour l'affranchissement des esclaves.
  - Le 8 novembre, création des chambres d'agriculture.
- 1833 :
  - Le 24 avril, par ordonnance royale, création du conseil colonial, ancêtre du conseil général.
  - Le 30 avril, par ordonnance royale abolition les peines de la mutilation et de marque des esclaves.
- 1836 : Le 29 avril, une ordonnance stipule qu'un habitant des colonies amenant en France, avec lui un esclave de l'un ou l'autre sexe, celui-ci serait affranchi selon l'ordonnance du 12 juillet 1832. Cette ordonnance indique les noms et prénoms à donner à ces esclaves libérés.
- 1837 : Le 22 mars, le Commissaire-Général de la marine Jubelin est nommé Gouverneur de la Guadeloupe.
- 1839 :
  - Le 11 juin, une ordonnance royale impose le recensement de tous les esclaves des colonies.
  - Le 12 juillet, Armand Barbès (né en Guadeloupe) est condamné à mort à Paris pour avoir été à l'origine de la tentative de coup d'État du 12 mai 1839, et pour son long parcours révolutionnaire. Il voit sa peine commuée en travaux forcés grâce à l'intervention de Victor Hugo. Plus tard il sera gracié par le Roi Louis-Philippe.
- 1841 : Le 15 juin, le contre-amiral Gourbeyre débarque à Basse-Terre, afin de prendre les fonctions de nouveau Gouverneur.
- 1843 :
  - Le 8 février, un tremblement de terre secoue l'île provoquant un gigantesque incendie qui détruit Pointe-à-Pitre, faisant environ 3 000 morts. Le maire de Petit-Canal, Faujas de Saint-Fond, rapporte que « dans l'intérieur de la campagne, vingt-huit moulins à vent ont été totalement renversés, vingt autres sont à démolir, dix-neuf sucreries ont éprouvé le même sort, et les maisons construites en pierre sont en ruines ».  (source : Solidarité avec la Guadeloupe en 1843)

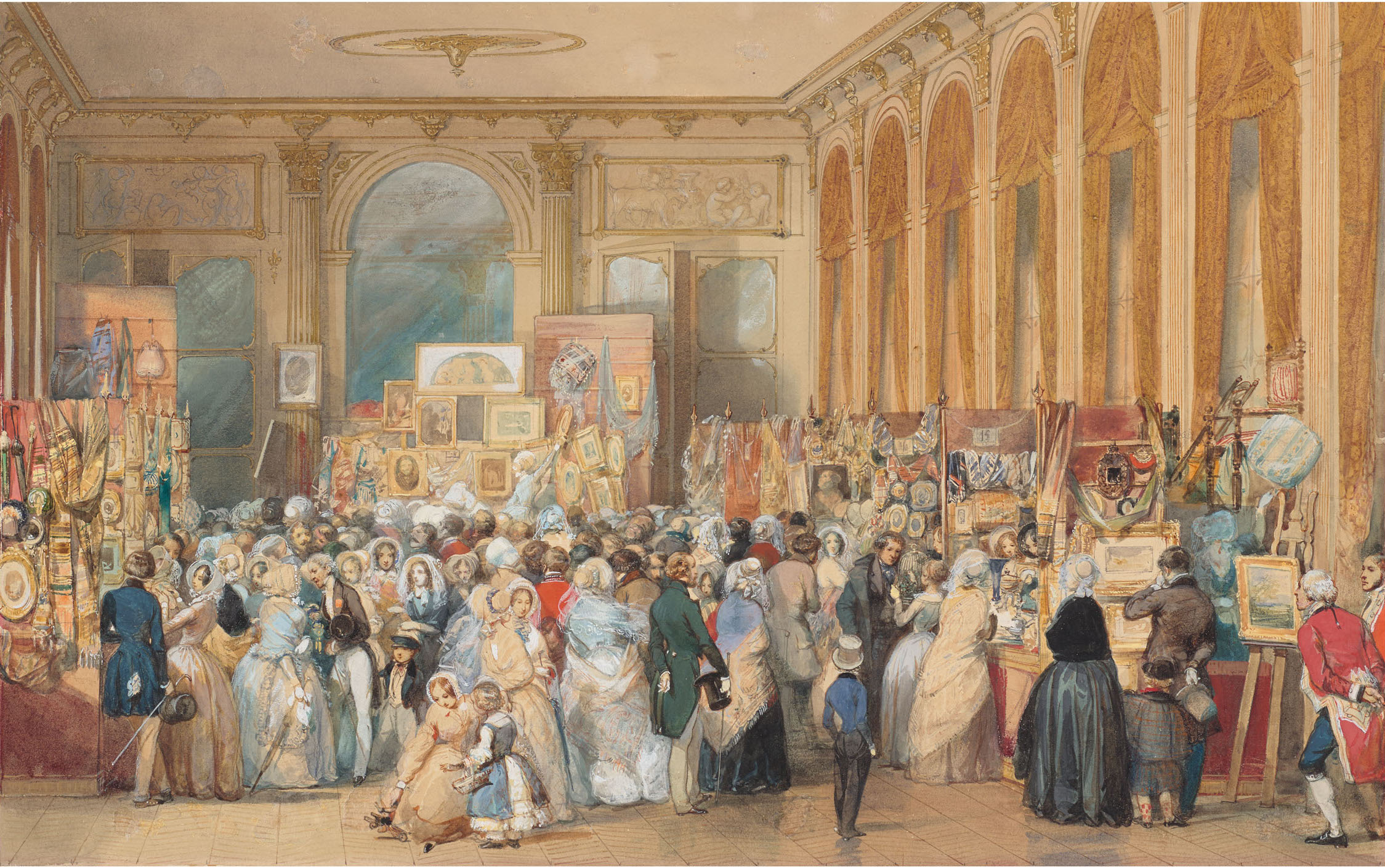
Eugène Lami, Vente de charité pour les victimes de Guadeloupe dans le Grand Salon du Palais Royal à Paris.

- - L'ère industrielle est amorcée par la reconstruction de l'île. Les deux premières usines sucrières font leur apparition.
- 1844 :
  - Le 14 mai, en France le gouvernement présenta à la chambre des pairs, un projet de loi amendant celle du 23 avril 1833, et attribuant aux tribunaux "les manquements aux soins, à l'entretien, la consommation de violence et de cruauté envers les esclaves". La chambre des pairs y ajouta "le rachat forcé, le droit à l'instruction et au culte, la durée de travail, l'observation du repos Dominical et le droit à la propriété mobilière".
  - Le 26 août, un violent incendie réduit en cendres plusieurs quartiers de Basse-Terre.
- 1845 :
  - Le 7 juin, le Gouverneur Gourbeyre meurt de la fièvre typhoïde.
  - Le 18 juillet, le projet de loi du 14 mai 1844 est adopté.
  - Le 31 octobre, le nouveau gouverneur, le capitaine de vaisseau Layrle, prend ses fonctions.
  - Le recensement de cette année, portait la population à 129 109 habitants, dont 41 357 gens libres et 87 752 esclaves.

### À partir de 1848 (2eabolitionde l'esclavage)
- 1848 :
  - En France, le 24 février, la révolution entraine la chute de la monarchie de Juillet.
  - Le 4 mars, le gouvernement provisoire nomme une commission pour l'émancipation et déclare que :
 "nulle terre française ne peut plus porter d'esclaves"
  - Le 27 avril, sur proposition de Victor Schœlcher, le décret d'abolition définitive de l'esclavage est signé et appliqué.
  - Le 22 mai, les Guadeloupéens apprennent l'abolition de l'esclavage. Les révoltes commencent et pour calmer la population, le gouverneur Layrle promulgue l'abolition de l'esclavage le 27 mai sur l'île.
  - Le 5 juin, le commissaire général Adolphe Ambroise Gatine membre de la commission du 4 mars 1848, arrive en Guadeloupe. Il fit immédiatement afficher la proclamation du 27 avril et vérifia lui-même les effets de l'émancipation. L'article 1er, du décret fut modifié pour les Antilles, en instituant immédiatement l'abolition de l'esclavage sans tenir compte du délai de deux mois initialement prévu pour l'application.
  - Le 26 juin, à Paris, la révolution socialiste dites Journées de Juin, fut réprimée par la Garde Nationale et par l'armée, commandé par Louis Eugène Cavaignac. Le 24 juin, par décret, l'Assemblée nationale lui délégua tous les pouvoirs exécutifs. Le 28 juin, il démissionna de son poste, mais l'Assemblée lui confia de nouveau le pouvoir exécutif avec le titre de président du conseil des ministres.
  - Le 21 août, un terrible ouragan dévaste la Désirade et l'Anse-Bertrand.
  - Le 1er septembre, le colonel Jacques Amédée Philippe Fiéron est nommé Gouverneur de la Guadeloupe, se substituant au commissaire Gatine.
  - Le 8 novembre, le nouveau Gouverneur prit un arrêté sur le recensement. Toutes personnes qui ne serait pas employée à une exploitation agricole ou industrielle serait tenue de faire une déclaration annuelle, les quinze premiers jours de janvier, en mentionnant son état civil et ses activités sous peine d'une amende pouvant s'élever au maximum à 25 francs.
  - Le 14 décembre, en France la constitution du 2 novembre 1848 est promulguée. L' art. 109 de cette nouvelle constitution, maintient les colonies sous le régime des lois particulières.
  - Le 10 décembre, en France, Louis-Napoléon Bonaparte est élu Président de la République.
- 1849 :
  - Le 12 mars, le Président de la République nomma par arrêté le Contre-Amiral Bruat Gouverneur Général des Antilles françaises. Le Capitaine de Vaisseau Fabvre fut nommé gouverneur par intérim de la Guadeloupe en remplacement du Colonel Fiéron rappelé en France.
  - Le 24 juin, quinze jours après la Martinique, la Guadeloupe est amenée à voter pour les élections législatives. Les planteurs des deux îles s'entendirent pour présenter Bissette aux élections et ainsi asseoir leur influence politique.
  - Le 25 juin, sur l'île de Marie-Galante de graves désordres se produisirent à l'Habitation Pirogue propriété du maire de Ferréol à la suite d'une tentative de captation de votes en faveur des candidats Bissette et Richard. La foule suspicieuse vis-à-vis du maire qui avait appelé la troupe pour transférer les urnes, se mit à suivre le convoi. Au morne Tartanson, le commandant de la troupe importuné par cette escorte fit faire les sommations et ordonna la charge. La foule, voulant venger ses morts, incendia et détruisit l'Habitation Pirogue. Appelé en renfort, le Gouverneur Bruat rétablit l'ordre.
  - Le 18 octobre, en France, l' Assemblée Législative prononce l'annulation des élections du 24 juin en Guadeloupe où Schœlcher et Perrinon avaient obtenu les trois quarts des voix.
  - Le 13 décembre, le Colonel Fiéron est de retour en Guadeloupe, à son ancien poste de Gouverneur.
- 1850 :
  - Le 18 janvier, Schœlcher et Perrinon sont élus à la majorité.
  - Le 12 juillet, par décrets trois Évêchés sont instaurés en Guadeloupe.
- 1851 :
  - Le 3 février, Monseigneur Lacarrière est nommé Évêque de la Guadeloupe.
  - Le 26 novembre, le Capitaine de vaisseau Tranquille Aubry-Bailleul est nommé Gouverneur de la Guadeloupe.
  - Le 2 décembre, en France, le régime impérial est rétabli par Napoléon III après un coup d'État pour se donner tous les pouvoirs.
  - Le 11 juillet, est créée la Banque Coloniale ou Banque de la Guadeloupe (Actuelle Banque des Antilles Françaises-BDAF-).
- 1852 : Introduction de l'octroi de mer en Guadeloupe. Cette taxe est perçue dès l'entrée dans la mer des Antilles. Elle figure dès lors parmi les recettes des communes et existe encore aujourd'hui.
- 1853 :
  - Le 6 avril, l'évêque Monseigneur Lacarrière est remplacé par Monseigneur Forcade.
  - Le 30 septembre, le Gouverneur Aubry-Bailleul est remplacé par le capitaine de vaisseau Philibert-Augustin Bonfils.
- 1854 :
  - Le Gouverneur Bonfils, arrivé le 13 janvier, prend l'initiative de subventionner à hauteur de 1 000 francs tout individu qui planterait au moins 5 hectares de caféiers. Il supprime également un impôt qui taxait la production de coton.
  - Le 24 décembre, à bord de l'Aurélie, les premiers indiens arrivent en Guadeloupe. Ils viennent de la côte de Coromandel, de Pondichéry, de Madras, de la côte de Malabar ou de Calcutta et sont engagés pour travailler dans les champs de canne à sucre [6].
- 1857 :
  - Début de l'immigration des Africains.
  - Le 5 mars, le Capitaine de Vaisseau Touchard est nommé Gouverneur.
- 1859 : Début de l'immigration Chinoise.
- 1860 :
  - 7334 nouveaux travailleurs sont arrivés en Guadeloupe parmi eux, 4155 indiens, 2995 Africains et 184 Chinois.
  - Le 5 janvier, le Général Frébault est nommé Gouverneur. La première de ses œuvres fut l'établissement de taxes sur les spiritueux et l'amélioration du port de Pointe-à-Pitre.
  - Le 24 octobre, un décret impérial permet la constitution de la Société de crédit colonial.  
« Le Crédit colonial, qui octroie des prêts pour la construction de sucreries ou pour le renouvellement et l'amélioration de l'outillage, connait un grand succès. Cependant l'objet de la société se révèle vite trop limité.» (Source : Archives nationales)
- 1861 : Le 2 janvier, le député Perrinon meurt à Grand-Case sur l'île Saint-Martin.
- 1862 : Ouverture à Basse-Terre, de la "Loge des Élus d'Occident", loge de la franc-maçonnerie affiliée au "Grand Orient de France".
- 1863 : Le 31 août, le Crédit Colonial est transformé en Crédit Foncier Colonial (CFC).
 " ... Le CFC se révèle impitoyable pour les mauvais payeurs : le non-paiement d'un semestre d'annuité entraînait immédiatement la procédure d'expropriation forcée, débouchant irrémédiablement sur la ruine du débiteur défaillant." (Source : crdp Martinique)
- 1864 :
  - Louis Hippolyte de Lormel est nommé Gouverneur.
  - Débuts de la culture de la vanille.
- 1865 :
  - Le 22 octobre, le choléra se déclare à Pointe-à-Pitre.
  - Le 22 novembre, le choléra fait en cette seule journée 167 victimes à Basse-Terre et 54 à Pointe-à-Pitre[7].
- 1866 : Ernest Souques fonde le "Comité des usines de la Guadeloupe".
- 1869 : Le 4 avril, Ernest Souques inaugure l'usine sucrière Darboussier, située à l'entrée de la ville de Pointe-à-Pitre. L'usine sucrière utilisait la machine à vapeur pour accélérer la production.

### Sous la3eRépublique
- 1870 :
  - Gabriel Couturier est promu gouverneur.
  - Le 4 septembre, à Paris proclamation de la Troisième République.
  - Le 1er octobre, le gouverneur Couturier publia une proclamation annonçant le retour de la République, il avisa aussi la population du rétablissement du suffrage universel et promulgua le décret du 8 septembre 1870. La Guadeloupe devait élire deux députés.
- 1871 : Le 25 avril, la Guadeloupe est représentée pour la première fois, au Parlement français. MM Melvil-Bloncourt et M.Rollin sont élus Députés.
- 1872 : Construction du premier pont en fer de la colonie.
- 1873 : Le 5 octobre, Germain Casse est élu député en remplacement du démissionnaire M. Rollin.
- 1875 : Le 24 septembre, la loi accorde un député et un sénateur à la Guadeloupe.
- 1876 :
  - Le 27 février, première élection sénatoriale en Guadeloupe. Le vicomte André de la Jaille sort vainqueur de l'élection.
  - Le 2 avril, Théodore Lacascade est élu député.
- 1877 :
  - Le 18 mai, un décret réglementa le commerce et la vente de la vanille en Guadeloupe.
  - Le 10 août, la Suède et la France signent un traité de rétrocession de l'ile Saint-Barthélemy.
  - Le 11 novembre, la Guadeloupe est rappelée aux urnes, à la suite de la dissolution de l'Assemblée Nationale à Paris, provoquée par le Président Patrice de Mac-Mahon. Le député Théodore Lacascade sortit à nouveau vainqueur du scrutin.
- 1878 :
  - Le 16 mars, la France reprend possession de l'île Saint-Barthélemy suivant le traité du 10 août 1877.
  - Le 10 octobre, afin de dynamiser et d'améliorer l'économie Saint-Barthélemy un décret autorise l'importation de marchandises sans restrictions de provenances ni de pavillons.
- 1879 :
  - Le 20 mars, Alexandre Isaac est nommé Directeur de l'intérieur. Il est le premier républicain guadeloupéen à accéder à ce poste. Sous son impulsion, un lycée fut créé, et les écoles primaires furent multipliées.
  - Le 5 avril, le recensement de la population relève 174 231 habitants.
  - Le 12 juin, une commission coloniale est instituée en Guadeloupe. Elle fonctionnait entre les sessions du Conseil Général avec des attributions semblables aux Commissions départementales de France.
  - Le 21 juin, l'organisation des pouvoirs publics des colonies est régie par la même loi qu'en métropole.
  - Le 14 septembre, Émile Réaux est élu Député, en remplacement du démissionnaire Théodore Lacascade.
  - Le 20 novembre, lors d'une session extraordinaire du Conseil général, T.Lacascade déposa une proposition afin de placer un buste de la République dans la salle des délibérations. Cette proposition fut adoptée à l'unanimité.
- 1881 :
  - Le 3 février, un arrêté permis la création d'une Caisse d'Épargne à Pointe-à-Pitre, suivant le décret du 14 décembre 1880.
  - Le 9 juillet, Léonce Laugier est nommé Gouverneur.
  - Le 28 juillet, la Loi accorde maintenant deux députés à la Guadeloupe.
  - Le 2 octobre, Gaston Gerville-Réache et Gaston Sarlat sont élus députés.
- 1882 : Le 28 mars, en France, la loi porte obligation absolue de l'enseignement primaire.
- 1883 :
  - Le 17 mai, un décret présidentiel prévoit la création du "lycée de la Guadeloupe".
  - Le 1er septembre, inauguration du «lycée de la Guadeloupe» à Pointe-à-Pitre.
- 1884 :
  - Le 4 avril, Loi sur les municipalités, accordent aux maires de larges pouvoirs administratifs.
  - Le 9 mai, Alexandre Isaac quitte la direction de l'intérieur de la Guadeloupe. Il est remplacé par V.Coridon.
- 1887 : Le 31 décembre, on recensait 3 579 hectares de caféiers, 929 hectares de cacaoyers et 5 327 hectares pour le manioc.
- 1887 :
  - Le "Comité des usines de la Guadeloupe" devient le "Syndicat des fabricants de sucre".
  - Le 21 juillet, inauguration du musée Schœlcher à Pointe-à-Pitre.
- 1889 :
  - Le 5 mai, inauguration de l'Hôtel de ville de Basse-Terre, par H.Bernus.
  - Le 6 octobre, Gaston Gerville-Réache est de nouveau élu Député avec Emile Réaux.
- 1891 : Le 10 mars, Louis Hippolyte Marie Nouët est nommé Gouverneur de la Guadeloupe.
- 1892 : Le 11 janvier, une loi limite le pouvoir des Conseils généraux au seul octroi de mer.
- 1893 :
  - Le 20 août, Gaston Gerville-Réache est de nouveau élu Député.
  - Le 3 septembre, Auguste Isaac est élu Député de la Guadeloupe et Conseiller général.
- 1894 :
  - Le 4 février, Alexandre Isaac est élu Sénateur.
  - Le 6 mai, Hégésippe Jean Légitimus est élu Conseiller Général pour le canton de Lamentin.
  - Le 9 juillet, Noël Pardon est nommé Gouverneur.
- 1895 :
  - Le 10 juin, Delphino Moracchini est nommé Gouverneur.
  - Le 12 mai, par décret le lycée de la Guadeloupe est rebaptisé Lycée Carnot.
- 1897 : Le 29 avril à 10 heures du matin, un tremblement de terre détruit partiellement Pointe-à-Pitre.
- 1898 : Hégésippe Jean Légitimus est le premier député Guadeloupéen.

## XXesiècle
- 1900 : Installation au Gosier, de la première TSF, à l’entrée de la propriété Montauban. Elle transmet des informations de France et la presse du monde entier.
- 1904 : le 23 février 1904, commence le procès de Henry Sidambarom, juge de paix et Défenseur de la cause des travailleurs indien qui se terminera en avril 1923.
- 1907 : À Basse-Terre, aménagement du pont du Gallion pour le passage des voitures.
- 1908 : Création du service postal maritime entre Bouillante et Pointe-à-Pitre, et inauguration de l'appontement en dur de Basse-Terre pour l'embarquement du café et du cacao.
- 1909 : Le 9 février, création par Hildevert-Adolphe Lara du «Nouvelliste», le plus grand journal quotidien des petites Antilles.
- 1910 :
  - Le 15 février, aux Abymes, une grève est déclarée au sujet des salaires dans l'industrie cannière. Le gouverneur Gautret passe la nuit avec les grévistes.
  - Le 2 mars, l'intervention de la troupe fait un mort et plusieurs blessés à la suite des grèves et incendies de champs de canne à Baie-Mahault.
- 1912 : établissement du premier service du courrier par bateau entre Pointe-à-Pitre et la Pointe d'Antigue / Port-Louis.
- 1914-1918 : Mobilisation générale dans les colonies françaises, entraînant le transport des antillais vers la métropole afin de combattre sur les fronts européens. Comme leurs camarades métropolitains, ils subissent de lourdes pertes dans les tranchées. La guerre entraîne également une augmentation très importante des exportations du rhum jusqu'en 1922.
- 1916 : le 20 février, le président américain Theodore Roosevelt et son épouse visitent la Guadeloupe. Ils sont reçus à Capesterre-Belle-Eau et Goyave.
- 1922 : ouverture de la route de la Côte Sous-le-Vent jusqu'à Bouillante.
- 1924 : inauguration de la centrale électrique de Dolé / Gourbeyre.
- 1925 : à la suite du procès de Henry Sidambarom, Raymond Poincaré décide d'octroyer définitevement la nationalité française aux ressortissants indiens ainsi que le droit de vote[8]
- 1927 : le 24 juin, installation de l'unité centrale sucrière de Gardel sur les ruines de l'usine Sainte-Marie.
- 1928 : le 12 septembre, l'île est frappée par un cyclone tropical meurtrier, faisant au moins 1 200 victimes dans la région de Pointe-à-Pitre.
- 1936 : Le Gouverneur Félix Éboué est nommé en Guadeloupe par le Front populaire. Il devient dès lors le premier noir à être nommé à la gouvernance d'une colonie française.* 1938 : Félix Éboué quitte l'île pour le Tchad, appelé en urgence par le Ministre de l'Intérieur Georges Mandel.

### Pendant la Seconde Guerre mondiale
- 1939 : Le 15 septembre, arrivée de l’amiral Robert (chef du théâtre d’opérations de l’Atlantique-Ouest) sur le croiseur Jeanne d'Arc.
- 1940 : Le 30 avril, Constant Sorin est nommé Gouverneur en Guadeloupe par Georges Mandel dix jours avant l'offensive allemande dans les Ardennes et la débâcle française. Les personnes qui parlent de la période 1940-1943 disent "an tan Sorin", d'après son nom. C’était une période assez particulière de l'histoire de la Guadeloupe, où se mêlent la dissidence, le travail, la créativité, la débrouillardise et l'autosuffisance, mais aussi le rationnement et la pénurie. « Pitit a manman, an tan sorin sété mizè », disait une grand-mère.
- 1941 :
  - Le dernier moulin à vent de Marie-Galante, nommé "la grande pierre", cesse de fonctionner.
  - Le 29 octobre, tous les élus sont obligés de déclarer qu'ils n'appartiennent pas à des sociétés secrètes telle la Franc-maçonnerie.
- 1943 : Le 15 juillet, le gouverneur Sorin et l’amiral Robert sont démis de leurs fonctions par le Comité français de la Libération nationale (CFLN).

### Après laSeconde Guerre mondiale
- 1946 : Loi du 19 mars sur la départementalisation. La Guadeloupe, jusqu'ici colonie française, devient un Département d’Outre-Mer (DOM).
- 1952 : Massacre de la Saint-Valentin : Répression par les militaires français d'une grève organisée par les ouvriers de l'usine Gardel du Moule ; 4 morts et 14 blessés
- 1960 : Le général de Gaulle effectue un séjour en Guadeloupe du 3 au 4 mai au cours duquel il présente des décrets visant à renforcer les pouvoirs de consultation des conseils généraux des départements d’Outre-mer.
- 1961 : Début de troubles indépendantistes.
- 1962 : Le 22 juin à 4h15, un avion Boeing 707 assurant le vol 117 Air France s'écrase sur le Dos d'Âne à Deshaies, faisant 113 morts.
- 1963 :
  - Le gouvernement français crée le BUMIDOM, (Bureau des migrations des départements d'outre-mer), afin de soulager la région de l’augmentation démographique et de l’accroissement du chômage. Le départ annuel de 10 000 Antillais vers la France métropolitaine, afin d’occuper des fonctions subalternes dans la fonction publique (PTT, hôpitaux, administrations diverses), a constitué une solution temporaire, sans que les problèmes de fond ne soient abordés.
  - Naissance du mouvement nationaliste GONG (Groupe d'organisation nationale de Guadeloupe). Le mouvement indépendantiste trouve son origine au sein de la communauté estudiantine guadeloupéenne en métropole dans une époque riche en événements internationaux : guerre d’Algérie, mouvements de décolonisation, réveil du tiers monde, révolution Cubaine.
- 1964 :
  - Seconde visite du Général de Gaulle.
  - Le 22 août le cyclone Cléo fait quatorze morts.
- 1966 : En septembre passage du violent ouragan Ines faisant beaucoup de dégâts.

- 1970 :
  - Atterrissage du premier Boeing 747 au Raizet.
  - Création du parc naturel de la Guadeloupe.
- 1971 : Inauguration de l'aéroport du Raizet à Pointe-à-Pitre.
- 1975 : Grève des travailleurs de la canne sur la propriété Simonet. Le préfet de Guadeloupe préfère l'importation "illégale" d'ouvriers haïtiens plutôt que de rencontrer les grévistes. Le père Chérubin Céleste observe un jeûne illimité jusqu'à l'ouverture des négociations.
- 1976 : Le volcan Soufrière gronde. 75 000 habitants de la Basse-Terre sont évacués en Grande-Terre, malgré les déclarations apaisantes du géologue Haroun Tazieff qui avec justesse y vit une simple éruption phréatique.
- 1979 : En janvier, le sommet des chefs d'État, sous l'égide de Valéry Giscard d'Estaing, avec Helmut Schmidt, Jimmy Carter et James Callaghan, se déroule à Saint-François. L'ouragan David passe au nord de la Dominique et endommage les plantations de la Basse-Terre.
- 1980 : L'usine centrale sucrière de Darboussier implantée à Pointe-à-Pitre, au Carénage, depuis 1866, est fermée.
- 1982 : Le 2 mars, loi de décentralisation créant la "région de la Guadeloupe". L'adoption de cette loi érigeait la région en collectivité territoriale, faisait de la Guadeloupe l’une des 26 Régions françaises.
- 1983 : Création du Conseil Régional de la Guadeloupe.

- 1986-1988 : « Nuits bleues », période d'activisme et d'attentats sanglants, procès d'indépendantistes. Ils seront amnistiés peu après la réélection de François Mitterrand.
- 1989 : Le 16 septembre, l'ouragan Hugo dévaste l'île.
- 1993 : Lucette Michaux-Chevry est nommée ministre délégué à l'action humanitaire.
- 1995 : En moins d'un mois, trois ouragans (Iris, Luis et Marilyn) s'abattent sur l'archipel guadeloupéen. 
Importantes destructions sur l'île de Saint-Martin.
- 1998 : Le 27 mai, Commémoration du cent cinquantième anniversaire de l'abolition de l'esclavage.
- 1998 : L'ouragan Georges affecte l'île.
- 1999 : Le 1er décembre, Lucette Michaux-Chevry, présidente du Conseil Régional de la Guadeloupe, Alfred Marie-Jeanne, président du conseil régional de la Martinique et Antoine Karam, président du conseil régional de la Guyane, signent à Basse-Terre, chef-lieu du département de la Guadeloupe, la « Déclaration de Basse-Terre ». Ils proposeront au président de la République et au gouvernement, une modification législative voire constitutionnelle, visant à créer un statut nouveau de région d'outre-mer autonome doté d'un régime fiscal et social spécial pour la Guadeloupe, la Guyane et la Martinique, dans le cadre de la République française et de l'Union européenne (article 299-2 du traité d'Amsterdam).
- 2000 : Le 18 janvier, les conseillers régionaux réunis en séance plénière approuvent la Déclaration de Basse-Terre par 27 voix pour et 10 voix contre et décident après une délibération d'unir leurs efforts afin de bâtir un projet de développement économique, social et culturel impliquant la prise en compte des identités propres à chaque région et basé sur l'évidence que « la dignité procède du travail et non de l'assistanat ».

## XXIesiècle
- 2001 : le 10 mai, le gouvernement français adopte un texte signifiant la reconnaissance de la traite et de l'esclavage 
 en tant que crime contre l'humanité.
- 2003 : le 7 décembre, s'opposant au projet d'Objectif Guadeloupe, 72,98 % des électeurs guadeloupéens disent « non » à la réforme institutionnelle soumise par référendum.
- 2004 :
  - Le 23 mai, le député socialiste Victorin Lurel est élu président de la Région de Guadeloupe.
  - Le 21 novembre à 7 h 41 locales un tremblement de terre de magnitude 6,3 sur l'échelle de Richter secoue très violemment les iles des Saintes, le nord de la Dominique et le sud de la Guadeloupe, faisant un mort à Trois-Rivières.
- 2005 : faible participation (30 %) au référendum sur la Constitution européenne. La Guadeloupe répond « oui » à 58,6 % à contrario de la métropole qui vota « non ».
- 2007 :
  - 29 novembre : un tremblement de terre environ 7,3 sur l'échelle de richter secoue l'ile.
  - 21 décembre[10] : Un incendie dans un bazar chinois de la rue Sadi Carnot à Pointe-à-Pitre, à la suite d'une explosion de pétard fait sept victimes.
- 2009:
  - Le 20 janvier, début en Guadeloupe de la grève générale dans les Antilles françaises
  - Le 18 février, assassinat du délégué syndical Jacques Bino